# Gare centrale de Wiesbaden
 (mars 2021).
Si vous disposez d'ouvrages ou d'articles de référence ou si vous connaissez des sites web de qualité traitant du thème abordé ici, merci de compléter l'article en donnant les références utiles à sa vérifiabilité et en les liant à la section « Notes et références ».
La gare centrale de Wiesbaden (en allemand : Wiesbaden Hauptbahnhof) est une gare ferroviaire allemande, située au sud du centre-ville de Wiesbaden dans le Land de Hesse.

## Situation ferroviaire

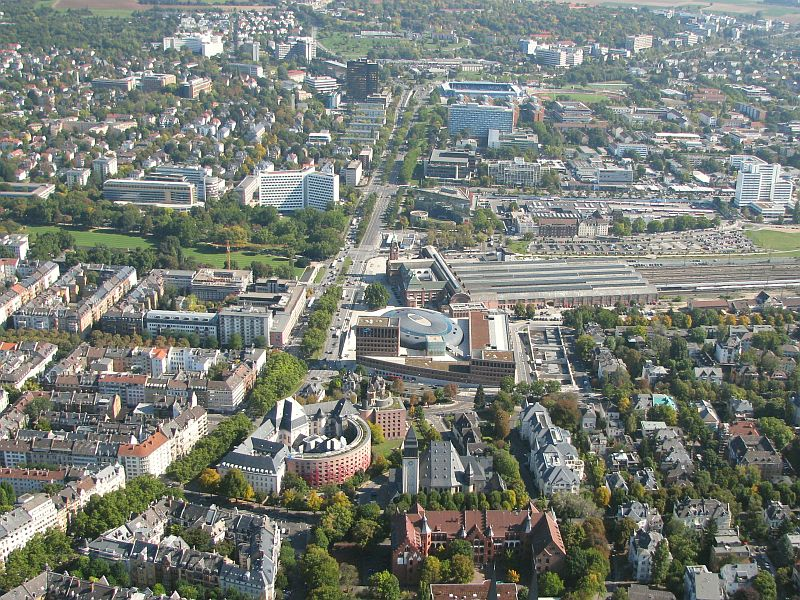
Vue aérienne de gare centrale

## Histoire
Cette gare remplace trois gares qui se situaient entre les Rhein-Main-Hallen (pavillons d'exposition) et le Musée de Wiesbaden :
- La gare de Taunus (Taunusbahnhof), construite en 1840 pour la compagnie de chemin de fer de Taunus (Wiesbaden–Castel–Francfort/Höchst et garde de Taunus).
- La gare du Rhin (Rheinbahnhof), construite en 1857 pour la compagnie de chemin de fer du Rhin oriental (Wiesbaden–gare de Biebrich–Rüdesheim–Niederlahnstein).
- La gare Ludwigsbahnhof, construite en 1879 pour la compagnie de chemin de fer de la ligne Ländches (en) (Wiesbaden-Niedernhausen).

Une quatrième ligne est ouverte en 1889 pour relier la Rheinbahnhof,  pour l'inauguration de la compagnie de chemin de fer de Langenschwalbach (aujourd'hui chemin de fer de la vallée de l'Aar—Aartalbahn), vers Bad Schwalbach (appelé alors Langenschwalbach), puis étendue à Diez sur la Lahn.
La construction de la nouvelle gare centrale est rendue nécessaire à cause de l'afflux de visiteurs venant prendre les eaux ou visiter la ville. Elle est bâtie de 1904 à 1906 d'après les plans de Fritz Klingholz dans un style néo-baroque à la mode pour les villes d'eau de l'époque. Elle est prévue aussi pour accueillir le Kaiser Guillaume II qui venait tous les ans en mai y prendre les eaux, et un quai spécial est réservé pour le train impérial. Le premier train entre en gare le 15 novembre 1906 à 2 heures 23. 
La gare se trouvait alors un peu en dehors de la ville au sud-est du nouveau ring (le Kaiser-Friedrich-Ring et le Bismarckring), qui forme un arc à l'ouest du pentagone historique (Historische Fünfeck) du centre-ville de Wiesbaden. La ville se développe alors autour de la nouvelle gare jusqu'à la Première Guerre mondiale.
La gare est mondernisée pour un coût de 25 millions d'euros en 2003-2004. Le parvis est remodelé en 2006-2007 pour un coût de 1,5 million,.
Le centre commercial Lilien-Carré ouvre en mars 2007 juste à côté à l'emplacement de l'ancienne poste centrale.
Les toitures de verre surplombant les quais ont été rénovées pour un coût de of 35 millions jusqu'à la fin 2010.

## Service des voyageurs

### Desserte
La gare est une plaque tournante du transport dans la région du Rhin et du Main et est la plus grande gare de la ville. Tous les jours, environ 40 000 voyageurs et visiteurs fréquentent la gare.